# خاندان ساکوما
خاندان ساکوما (به ژاپنی: 佐久間氏) یکی از خاندان‌های سامورایی ژاپنی بود. این خاندان از تبار خاندان تایرا از شاخه خاندان میئورا بود.